# 1295
| [ Edytuj tabelę ]                          |                                                                |
| Król Polski                                | - 1295 Przemysł II 1296                                        |
| Książę Małopolski                          | - 1291 Wacław II 1305                                          |
| Książę Wielkopolski                        | - 1273 Przemysł II 1296                                        |
| Król Albanii                               | - 1285 Karol II 1301                                           |
| Współksiążęta Andory                       | - 1295 Guillem de Montcada 1308 - 1278 Roger Bernard I 1302    |
| Król Angkoru                               | - 1244 Dżajawarman VIII 1295 - 1295 Indrawarman III 1307       |
| Król Anglii                                | - 1272 Edward I 1307                                           |
| Król Aragonii i Walencji, hrabia Barcelony | - 1291 Jakub II Sprawiedliwy 1327                              |
| Margrabia Brandenburgii                    | - 1267 Konrad 1304 - 1267 Otto IV 1308 - 1293 Henryk I 1318    |
| Książę Burgundii                           | - 1272 Robert II 1306                                          |
| Książę Dolnej Bawarii                      | - 1290 Stefan I 1309 - 1290 Otton III 1312                     |
| Książę Górnej Bawarii                      | - 1294 Rudolf I 1317 - 1294 Ludwik III 1340                    |
| Cesarz Bizancjum                           | - 1282 Andronik II Paleolog 1328                               |
| Car Bułgarii                               | - 1292 Smilec 1298                                             |
| Cesarz Chin                                | - 1294 Temür Öldżejtü 1307                                     |
| Król Cypru                                 | - 1285 Henryk II 1306                                          |
| Król Czech                                 | - 1278 Wacław II 1305                                          |
| Król Danii                                 | - 1286 Eryk Menved 1319                                        |
| Władca Egiptu                              | - 1294 Al-Adil Kitbuga 1296                                    |
| Cesarz Etiopii                             | - 1294 synowie Jagbyy Tsyjona 1299                             |
| Król Francji                               | - 1285 Filip IV Piękny 1314                                    |
| Hrabia Holandii                            | - 1256 Floris V 1296                                           |
| Cesarz Japonii                             | - 1287 Fushimi 1298                                            |
| Kalif                                      | - 1262 Al-Hakim bi-Amr Allah 1302                              |
| Król Kastylii i Leónu                      | - 1284 Sancho IV Odważny 1295 - 1295 Ferdynand IV Pozwany 1312 |
| Patriarcha Konstantynopola                 | - 1294 Jan XII 1303                                            |
| Władca Korei                               | - 1274 Ch’ungnyŏl 1308                                         |
| Wielki książę litewski                     | - 1291 Butywid 1296 - 1295 Witenes 1316                        |
| Cesarz Majapahitu                          | - 1293 Raden Wijaya 1309                                       |
| Sułtan Maroka                              | - 1286 Abu Jakub Jusuf 1307                                    |
| Książę Mediolanu                           | - 1287 Matteo I Wielki 1302                                    |
| Senior Monako                              | - 1291 Franciszek 1301                                         |
| Książę Moskwy                              | - 1283 Daniel Aleksandrowicz 1303                              |
| Król Nawarry                               | - 1284 Filip I 1305                                            |
| Król Norwegii                              | - 1280 Eryk II Wróg Księży 1299                                |
| Hrabia Palatynatu                          | - 1294 Rudolf I Wittelsbach 1317                               |
| Papież                                     | - 1294 Bonifacy VIII 1303                                      |
| Król Portugalii                            | - 1279 Dionizy I 1325                                          |
| Sułtan Rumu                                | - 1294 Masud II 1301                                           |
| Książę Rusi halickiej                      | - 1270 Lew I 1300                                              |
| Cesarz Rzymski (niemiecki)                 | - 1292 Adolf z Nassau 1298                                     |
| Książę Saksonii                            | - 1260 Albrecht II 1298                                        |
| Król Serbii                                | - 1282 Stefan Urosz II 1321                                    |
| Król Szkocji                               | - 1292 Jan Balliol 1296                                        |
| Król Szwecji                               | - 1290 Birger I Magnusson 1318                                 |
| Doża Wenecji                               | - 1289 Pietro Gradenigo 1311                                   |
| Król Węgier                                | - 1290 Andrzej III 1301                                        |
| Wielki mistrz zakonu krzyżackiego          | - 1291 Konrad von Feuchtwangen 1296                            |

Rok 1295 / MCCXCV
stulecia: XII wiek ~
XIII wiek ~
XIV wiek

lata: 1285 «
1290 «
1291 «
1292 «
1293 «
1294 «
1295
» 1296
» 1297
» 1298
» 1299
» 1300
» 1305

## Wydarzenia w Polsce
- 20 czerwca – król Czech i książę krakowski Wacław II nadał biskupowi krakowskiemu Janowi Muskacie przywilej zawierający pozwolenie na obwarowanie miast biskupich: Sławkowa, Iłży, Tarczka i Kielc.
- 26 czerwca – w Gnieźnie odbyła się koronacja księcia Przemysła II na króla Polski. Od tego dnia Orzeł Biały jest symbolem Polski.
- miał miejsce najazd litewski na Sandomierskie[1].
- Nowe Warpno otrzymało prawa miejskie

## Wydarzenia na świecie
- 25 kwietnia – Ferdynand IV został królem Kastylii i Leónu.
- 23 października – Francja i Szkocja zawarły w Paryżu tzw. Stare Przymierze, skierowane przeciw Anglii.
- Pokój paryski Plantagenetów z Kapetyngami.

## Urodzili się
- 16 września – Elizabeth de Clare, angielska arystokratka (zm. 1360)
- (dokładna data nieznana) – Hugo IV Cypryjski, król Cypru i tytularny król Jerozolimy (zm. 1359)

## Zmarli
- 25 kwietnia – Sancho IV Odważny, król Kastylii i Leónu (ur. ok. 1257)[2]
- 28 maja – Barnim II, książę szczeciński (ur. przed 1275)[3]
- 12 sierpnia – Karol Martel Andegaweński, tytularny król Węgier, syn króla Neapolu (ur. 1271)[4]
- 1 listopada – Meinhard Tyrolski, książę Karyntii i hrabia Tyrolu (ur. ok. 1238)[5]
- 21 grudnia – Małgorzata Prowansalska, królowa Francji (ur. ok. 1221)[6]
- data dzienna nieznana:
  - Fenenna kujawska, królowa Węgier (ur. ok. 1276)[7]
  - (lub 1294) Prokop, biskup krakowski[8]